# Lista odcinków serialu Pomoc domowa
Lista odcinków serialu „Pomoc domowa” – emitowanego w amerykańskiej telewizji CBS od 3 listopada 1993 roku do 23 czerwca 1999 roku.
| Seria | Liczba odcinków | Emisja w Stanach Zjednoczonych | Uwagi | Średnia liczba widzów (w mln.) |
| ----- | --------------- | ------------------------------ | --- | ------------------------------ |
| 1     | 22              | 03.11.1993 – 16.05.1994        | | 9,52                           |
| 2     | 26              | 12.09.1994 – 22.05.1995        | | 12,5                           |
| 3     | 27              | 11.09.1995 – 20.05.1996        | Zawierał animowany odcinek 14, pt „Oy to the World”. | 12,4                           |
| 4     | 26              | 18.09.1996 – 21.05.1997        | | 9,1                            |
| 5     | 23              | 01.10.1997 – 13.05.1998        | Lauren Lane była w ciąży przez połowę serii. Urodziła córeczkę, Kate Wilkins, dnia 23 lutego 1998 roku, między emisją odcinka 14. a 15. | 11,5                           |
| 6     | 22              | 30.09.1998 – 23.06.1999        | - Po finale pokazano jeszcze sześć nieemitowanych odcinków: „Ma’ternal Affairs”, „The Producers”, „The Dummy Twins”, „Yetta’s Letters”, „Maggie’s Wedding” i „The Baby Shower”. - Rachel Chagall była w ciąży pod koniec serii. Jonah i Eve, imiona, które nadała swym bliźniakom, zostały też użyte jako imiona noworodków serialowej Fran. | 9,3                            |

## Lista odcinków

### Seria 1
| 1 | The Nanny                                        | Lee Shallat-Chemel                  | Fran Drescher i Peter Marc Jacobson             | 3 listopada 1993  |
| Wesoła Fran Fine, o krzykliwym stylu ubierania, po trzech latach wstępnego narzeczeństwa z Dannym Imperiali (Jonathan Penner), została wyrzucona przez niego z salonu sukien ślubnych w Queens w mieście Nowy Jork. Jako akwizytorka kosmetyków, została wzięta za kandydatkę do roli niani nad trzema dziećmi owdowiałego producenta Broadwayu, Maxwella „Maxa” Beverly Sheffielda: nieśmiałą 14-letnią Margaret „Maggie”, sarkastycznym 10-letnim Brightonem i zamkniętą w sobie 5-latką Grace „Gracie”. Już pierwszego wieczoru dokonała cudu, prezentując dzieci na przyjęciu ojca. Ten otrzymał za to czeki na duże sumy by wystawiać sztuki. Fran została zganiona za pochwalenie pocałunku Maggie z kelnerem (James Marsden). Maxwell ją zwolnił, ale po uwadze Nilesa – kamerdynera mężczyzny – o tym, że panna Fine jest potrzebnym powiewem świeżego powietrza w tej rodzinie, została przyjęta ponownie. |                                                  |                                     |                                                 |                   |
| 2 | Smoke Gets in Your Lies                          | Lee Shallat-Chemel                  | Michael Rowe                                    | 10 listopada 1993 |
| Maxwell, wraz ze swoją złośliwą i samolubną wspólniczką „C.C.” Babcock, poszukiwał muzyka do swego musicalu, ale odrzucił m.in. Carol Channing. Fran przez przypadek zdradziła Brightonowi, że jeden z chłopaków z jej klasy był palaczem. Chłopak został przyłapany na incydencie z papierosem i zaszantażował nianię. W końcu powiedziała o fakcie ojcu chłopaka, a po kłótni dodała, że to przez nią zapalił. Maxwell zdziwił się jednak, że Brighton nie powiedział o tym pierwszy i wraz z nianią uznali, że nawiązali szczególną więź. Fran nastraszyła chłopca swoją palącą jak smok sklerotyczną babcią, Yettą Rosenberg. Tymczasem, Maggie przeżyła katusze z powodu pryszcza na lewym policzku. |                                                  |                                     |                                                 |                   |
| 3 | My Fair Nanny                                    | Lee Shallat-Chemel                  | Andy Goodman                                    | 17 listopada 1993 |
| „C.C.” Babcock zorganizowała spotkanie dla Maggie by poznała bogate osoby, a sami z Maxwellem, otrzymali fundusze na swoją kolejną produkcję. Fran poparła „C.C.” ze względu na brak życia towarzyskiego nastolatki. Zobowiązała się też zorganizować przyjęcie składkowe z bogatymi damami. „C.C.” uznała, że zrobi z siebie idiotkę. Niles i Maxwell postanowili ją wyszkolić na damę, ale Maggie nie chciała swej niani w takim sztucznym i nudnym wydaniu. Zabawa w stylu panny Fine okazała się sukcesem. Maggie zaimponowała Cindy Wentworth (Nikki Cox), a jej matka – Maureen (Dorothy Lyman) – zainwestowała w przedstawienie Maxwella. Wróżka (Magda Harout) wynajęta przez Fran przepowiedziała jej, że to będzie hit. |                                                  |                                     |                                                 |                   |
| 4 | The Nuchslep                                     | Lee Shallat-Chemel                  | Eve Ahlert i Dennis Drake                       | 24 listopada 1993 |
| Eddie (James Marsden) – chłopak, z którym całowała się Maggie – umówił się z nią na randkę. Fran została wysłana przez zdenerwowanego Sheffielda jako ich przyzwoitka. Eddie zdawał się lubić bardziej Fran, ale okazało się, że nie chciał wykorzystać Maggie do podania Maxwellowi swego CV i zdjęcia do castingów. Tymczasem, Maxwell podarował „C.C.” pieska rasy Szpic miniaturowy, którego nazwała Chester. |                                                  |                                     |                                                 |                   |
| 5 | Here Comes the Brood                             | Lee Shallat-Chemel                  | Diane Wilk                                      | 1 grudnia 1993    |
| „C.C.” – po nieudanej wizycie w ZOO z dziećmi – powiedziała im, że zrobiła to dobrowolnie, podczas gdy ich niania dostaje pieniądze za to by była z nimi. Dlatego Gracie uciekła do domu Fine’ów w Queens. Maxwell, który początkowo docenił ten ruch swej wspólniczki, przyjechał po córeczkę na ślub krewnej panny Fine. Niania i pracodawca byli wściekli na „C.C.”, ale Fran wyjawiła Gracie „sekret”: dostaje pensję za opiekę, ale nie za miłość do niej i rodzeństwa. Ostrzegła pannę Babcock, że jeśli powtórzy taki wybryk, źle to się dla niej skończy. |                                                  |                                     |                                                 |                   |
| 6 | The Butler, the Husband, the Wife and Her Mother | Lee Shallat-Chemel                  | Howard Meyers                                   | 8 grudnia 1993    |
| Niles oczekiwał wizyty przedstawicieli (Ian Abercrombie i Brian George) Związku Kamerdynerów. Tymczasem do Sylvii Fine – matki Fran – przyjechali jej pyszni i przechwalający się krewni, Jack (Zack Norman) oraz Marsha (Nancy Frangione). By nie wypaść przy nich blado, skłamała im, że Fran jest żoną bogatego producenta filmowego i macochą jego trójki dzieci. Niles, za namową niani, przejął obowiązki Maxwella, a Sheffield, pod wpływem dzieci, udawał przed inspektorami kamerdynera. Dopiero wizyta „C.C.” rozwiązała wszystkie więzy. Tymczasem, Brighton oszukał rodzinę i wmówił im, że klasa wybrała go na przewodniczącego. |                                                  |                                     |                                                 |                   |
| 7 | Imaginary Friend                                 | Lee Shallat-Chemel                  | Pamela Eells i Sally Lapiduss                   | 15 grudnia 1993   |
| Gracie stworzyła sobie wymyślonego przyjaciela, Imogenę. Fran zdecydowała się by zastosować przy niej mniej terapii, a więcej zabawy. Niestety, niania zjadła ją i nie zdołała uratować jej życia. By odsunąć od niej smutek, zorganizowała „pogrzeb” jej koleżanki. Uroczystość przerwała dr Voort (Cristine Rose), która wezwała nianię i ojca do swego gabinetu. Stwierdziła, że Fran świetnie poradziła sobie z dziewczynką ponieważ stała się dla niej jak matka, a uśmiercenie Imogeny było tylko sposobem na pozbycie się jej. Tymczasem Maggie uczyła się grać na fortepianie co doprowadzało rodzinę do rozpaczy. |                                                  |                                     |                                                 |                   |
| 8 | Christmas Episode                                | Lee Shallat-Chemel                  | Fran Drescher i Peter Marc Jacobson             | 22 grudnia 1993   |
| W rezydencji nastały święta Bożego Narodzenia. W dzień Wigilii, Maxwell musiał wyjechać by zbierać datki z „C.C.” na biednych. Zdążył wypisać 4-cyfrowe czeki świąteczne swym pracownikom. Fran przez przypadek przekonała go jednak by dał wszystkim coś osobistego. To pogrążyło nianię w długach, gdyż sama chciała kupić coś swym mikołajo-sceptycznym podopiecznym. Płaciła czekami bez pokrycia, licząc na czek świąteczny. Zamiast tego, otrzymała niebiesko-srebrny wazon. Sprzedała go by spłacić długi, ale odzyskała go za swój zegarek, po tym jak usłyszała od szefa, że wazon, tak jak ona dla nich, jest cennym nabytkiem. Niles powiedział o wszystkim Maxwellowi, przez co ten zostawił „C.C.” na lotnisku i dołączył do rodziny w kościele. Odkupił zegarek, ale po chwili usiadł na wazonie i trafił do szpitala. Na łóżko obok trafił Święty Mikołaj (Richard Roat), ale gdy nastała Wigilia, Sheffieldowie oraz kamerdyner z nianią złożyli sobie życzenia. Odkryli przy tym, że sąsiad opuścił swe łoże i pognał na saniach rozdawać prezenty.                                           |                                                  |                                     |                                                 |                   |
| 9 | Personal Business                                | Lee Shallat-Chemel                  | Fran Drescher i Peter Marc Jacobson             | 29 grudnia 1993   |
| Wskutek nieoczekiwanego telefonu Valerie Toriello do Fran na prywatną linię telefoniczną Maxwella, Sheffield podjął ważną decyzję. „Nie można mieszać spraw osobistych z zawodowymi”. Po zaangażowaniu do jednego ze swych przedsięwzięć aktora Brocka Storma (Stephen Nichols), musiał zmienić swe zdanie. Brock zgodził się bowiem zagrać u niego za randkę z panną Fine. Sheffield miał wątpliwości, ale „C.C.” przekonała go do tego. Fran była rozradowana, ale domyśliła się, że to złamanie wcześniejszej zasady i Max przyznał się do wszystkiego. Fran nie spodobała się randka z Brockiem, bo nie był taki jak jego serialowa postać w „One Day After Another”. Na pożegnanie, kopnęła go w krocze. |                                                  |                                     |                                                 |                   |
| 10 | The Nanny-in-Law                                 | Paul Miller                         | Eve Ahlert i Dennis Drake                       | 12 stycznia 1994  |
| Do Sheffieldów przyjechała dawna niania Maxwella, Clara Mueller (Cloris Leachman). Była to stanowcza konserwatystka o żelaznych zasadach, która miała przelotny romans z synem dawnego kamerdynera, Nilesem. Nazajutrz zaczęła strofować dzieci i przywoływać je do porządku. Fran nie pasowało to, ale po rozmowie koleżankami–nianiami (Lu Leonard, Peggy Blow i Irene Olga López), postanowiła nie wchodzić między mężczyznę, a jego nianię. Dostosowała się do zasad Clary, co z kolei przestało odpowiadać Maxwellowi. Porównanie panny Fine przez Clarę do psa zmusiło jej szefa do działania. Razem zdecydowali się skrócić jej wizytę po czym odkryli wspólny sekret Nilesa i Clary. Nazajutrz, Sheffield próbował naciskać na swą dawną nianię by wyjechała, ale zanim skończył, przypomniała mu historie jak uratowała mu życie gdy wpadł do stawu. Wtedy wyszedł, a Fran dokończyła jego prośbę. Clara przekazała jej pewną prawdę, że jako niania wychowuje inne dzieci aż pewnego dnia nie ma już komu dać tej miłości. Fran wpadła na pomysł by Clara razem z matką „C.C.” udały się do Japonii. |                                                  |                                     |                                                 |                   |
| 11 | A Plot for Nanny                                 | Fran Drescher i Peter Marc Jacobson | Sandy Krinski i Lisa Garrett                    | 19 stycznia 1994  |
| Fran obchodziła swoje urodziny i Sylvia kupiła córce miejsce na cmentarzu w ramach drugiego prezentu urodzinowego. W domu pogrzebowym spotkały żałobnika, Steve’a Mintz (Matt McCoy). Fran chciała zwrócić miejsca, ale Steve umówił się z nią na randkę. Brighton i Maxwell zaczęli się martwić co by się stało, gdyby odeszła, a ten drugi, uzmysłowił jej o zasadach chodzenia z chłopakiem tak by nie popsuć dzieci. Steve zauważył jej poczucie humoru i zdradził jej, że chciałby być clownem. To było powodem ich zerwania. Tymczasem, Maggie umówiła się z Philipem. |                                                  |                                     |                                                 |                   |
| 12 | The Show Must Go On                              | Will Mackenzie                      | Dana Reston i Frank Lombardi                    | 26 stycznia 1994  |
| W szkole Grace zorganizowano zebranie. Fran postanowiła zaangażować najmłodsze dziecko do szkolnego przedstawienia. Emma Trusdale (Maree Cheatham) – dyrektor szkoły – wmieszała Maxwella w reżyserowanie przestawienia „matki gęsi”. Ten wybrał Fran na to stanowisko. W posiadłości Sheffieldów odbyło się przesłuchanie do roli otwierającej przedstawienie: Gracie i Andrei (Tina Hart), lecz to ta pierwsza wygrała casting. Emma z Maxwellem zobaczyli gotową scenę oraz próbę i przejęli reżyserię. Gracie nie spodobało się to i musiała stepować przez kilka godzin do nowej formy przedstawienia. Fran wystąpiła w jej obronie, a w wieczór premiery, dziewczynka nie chciała wystąpić. Do czasu gdy Fran zaproponowała Andreę na jej miejsce. Przedstawienie zakończyło się z uśmiechem na twarzy Gracie. |                                                  |                                     |                                                 |                   |
| 13 | Maggie the Model                                 | Will Mackenzie                      | Diane Wilk                                      | 2 lutego 1994     |
| Do rezydencji przyjechała Chloe „madame pssyt” Simpson (Lesley-Anne Down), była dziewczyna Maxwella, która złamała mu serce. Niles wyjawił Fran ich wspólną historię. Chloe zaproponowała Maggie pracę modelki, a Fran przekonała ojca dziewczyny, żeby się zgodził. Zauważyła jednak, razem z panną Babcock, że Chloe odsunęła od nich Maxwella z Maggie. Do tego, Fran podsłuchała Chloe jak stwierdziła do swego fotografa (Anthony Cistaro), że cała sesja to tylko przedstawienie, które do niczego nie zaprowadzi. Fran chciała ostrzec dziewczynę przed rozczarowaniem, ale Maggie to odrzuciła. Załamała się, gdy Chloe stwierdziła jej w twarz, że jest „beznadziejna” i przeprosiła Fran. Niania natomiast wyprosiła Chloe z rezydencji, nie dając szansy na pożegnanie się z Maxwellem, by ten o niej zapomniał. |                                                  |                                     |                                                 |                   |
| 14 | The Family Plumbing                              | Linda Day                           | Bill Lawrence                                   | 9 lutego 1994     |
| W rezydencji Sheffieldów zabrakło wody. Maxwell, w akcie desperacji, zgodził się na to by kuzyn Fran, hydraulik Irwing Koenig (Louis Guss) zajął się tym problemem. Tymczasem Maggie nie mogła iść na zabawę, a Brighton zaprzyjaźnił się z wnuczką Irwinga, Tiffany (Jackie Tohn). Tak mocno, że się z nią całował pod prysznicem. Max dowiedział się o tym przez przypadek i Fran odkryła, że nierówno traktuje swe dzieci. Gdy pod naciskiem Maggie, chciała ponownie wymusić na Maxie inną decyzję, nakryła go nagiego w łazience z bieżącą wodą. Był skrępowany, ale dostrzegł problem i zgodził się na wyjście najstarszej córki. |                                                  |                                     |                                                 |                   |
| 15 | Deep Throat                                      | Linda Day                           | Pamela Eells i Sally Lapiduss                   | 2 marca 1994      |
| Maggie, Brighton i Gracie zachorowali na grypę. Niania, przebywając z dziećmi, które zaczęły zdrowieć, sama zachorowała. Lekarz Link (Doug Ballard) nakazał jej usunąć jeden z migdałków. Maxwell został z nią a gdy poddała się środkom znieczulającym, powiedziała mu, że go kocha. Maxwell przejął się tym, ale okazało się – po udanej operacji – że mówiła „kocham cię” do każdego. W domu, mogła jeść lody do woli i tym razem dzieci usługiwały jej oraz choremu Nilesowi. Tymczasem, „C.C.” chciała zabrać Maxwella na spotkanie szkolne po latach. Musiała się na nie udać sama, gdyż mężczyzna został przy Fran w szpitalu. Poirytowana pytaniami koleżanek, powiedziała jednej (Pamela Dillman) o romansie jej męża z drugą (Lauren Koslow). Maxwell przyszedł, gdy zjazd się skończył. |                                                  |                                     |                                                 |                   |
| 16 | Schlepped Away                                   | Linda Day                           | Fran Drescher i Peter Marc Jacobson             | 9 marca 1994      |
| W Nowym Jorku nastała zima. Sheffieldowie, za namową Fran, postanowili udać się na wakacje na Bermudy. Zabłądzili w śnieżycy i przyjechali do domu Fran, do Sylvii i Morty’ego. Dowiedzieli się, że mosty i lotniska są zamknięte. Maggie i „C.C.” zaczęły narzekać, do czasu gdy ta pierwsza spotkała syna sąsiadów, Kenny’ego (Gregg Rogell). Fran odkryła liścik miłosny od rzeźnika i podejrzewała matkę o romans. Sylvia wyjaśniła córce, że jej ojciec o wszystkim wie, a ta relacja to tylko flirt by zyskać rabat na mięso. Wszyscy dobrze się bawili, ale jak tylko udrożnili drogi i mosty, goście wynieśli się z domu. |                                                  |                                     |                                                 |                   |
| 17 | Stop the Wedding, I Want to Get Off              | Gail Mancuso                        | Diane Wilk                                      | 16 marca 1994     |
| Do Maxwella przyjechała jego siostra, Jocelyn Sheffield (Twiggy) wraz z księciem Salisbury, Nigelem Waters (Lane Davies) i szoferem, Lesterem (Leigh Lawson). Ogłosiła bratu, że wychodzi za mąż za Nigela, a Fran zaproponowała rezydencję na ślub. Zgodzili się, ale Fran odkryła, że Jocelyn zadurzyła się w szoferze. Obiecała szefowi, że nic nie powie jego siostrze, ale zachęciła Lestera do wyznania miłosnego. Książę dowiedział się o wszystkim, ale zniósł to w sposób stonowany. Jocelyn i Lester pobrali się. Kenny (Gregg Rogell) też został zaproszony i Maggie udała się z nim na randkę. |                                                  |                                     |                                                 |                   |
| 18 | Sunday in the Park with Fran                     | Gail Mancuso                        | Howard Meyer                                    | 23 marca 1994     |
| Na przedstawienie Sheffielda przyszła cała rodzina Fine. By przekupić krytyków, „C.C.” wysłała im kosze z upominkami. Tylko jeden z nich – Frank Bradley (Eric Braeden) – nie dał się przekupić. Dlatego Babcock wpadła na pomysł by Gracie zaprzyjaźniła się z synem mężczyzny, Frankiem Juniorem (Miko Hughes). Maxwell poparł „C.C.”, dlatego Fran musiała zabrać niegrzeczne dziecko ze sobą na piknik, z jedzeniem ze zepsutej lodówki. Gdy mały Frank ujeżdżał konno Gracie, Fran uderzyła go bagietką przez co ojciec chłopca miał pretensje do Sheffielda, a ten, do Fran. Frank Senior został zaproszony do rezydencji by go przeprosić, ale Maxwell obronił wygadaną Fran i pieska panny Babcock. Frank zjadł jedną z zepsutych przystawek, przez co dostał grypy żołądkowej. Fran stała się jedną z „przypadkowych” recenzentek w telewizji, przez co sztukę ogłoszono jako sukces. Maxwell po raz pierwszy pocałował pannę Fine, a lodówkę naprawił monter (Dan Aykroyd). |                                                  |                                     |                                                 |                   |
| 19 | The Gym Teacher                                  | Gail Mancuso                        | Alan Eisenstock i Larry Mintz                   | 6 kwietnia 1994   |
| Fran odkryła, że Maggie nie chce chodzić na wychowanie fizyczne. Wymigiwała się różnymi przyczynami. Fran robiła to samo ze swoją ostrą nauczycielką, ale początkowo, chciała by dziewczyna sama stawiła jej czoło. Dała się jednak namówić na zwolnienie lekarskie dla niej. Gdy odkryły, że mają tego samego belfra, panią Stone zd. Wickervich (Rita Moreno), postanowiły się przygotować do finalnego egzaminu. Nie zdały go, ale uzyskały ocenę „bardzo dobry” po tym jak Fran udrożniła drogi oddechowe wuefistki, która zakrztusiła się gwizdkiem. Tymczasem, Maxwell zatrudnił aroganckiego Alana Beck (Joseph Bologna) do roli Franklina Delano Roosevelta. Ten dał popalić Sheffieldowi w młodości. Wyrównał z nim rachunki tuż przed finalnymi ustaleniami. |                                                  |                                     |                                                 |                   |
| 20 | Ode to Barbra Joan                               | Gail Mancuso                        | David M. Matthews, Frank Lombardi i Dana Reston | 13 kwietnia 1994  |
| Do „C.C.” przyjechał jej ojciec, zabawny i rozluźniony Stewart (Robert Culp). Fran polubiła go i zemdlała, gdy Babcock zaproponował jej udanie się na koncert Barbry Streisand, w pierwszym rzędzie i z wizytą za kulisami. Zrobił tak, gdyż „C.C.” nie chciała z nim iść. Udawała też, że nie obchodzi ich zażyłość Fran z ojcem, ale gdy pękła, Fran – mimo nacisków Sylvii – oddała jej swój bilet. Babcockowie razem udali się na koncert, a w nagrodę, Sylvia i Fran porozmawiały z Barbrą (Loren Michaels) przez telefon. Tymczasem, Brighton zaczął grać w baseball, na prawym skrzydle. Maxwell odwołał swe plany by być na jego meczu. |                                                  |                                     |                                                 |                   |
| 21 | Franny’s Choice                                  | Paul Miller                         | Tracy Newman i Jonathan Stark                   | 27 kwietnia 1994  |
| Fran dowiedziała się od matki, że Danny Imperiali (Jonathan Penner) zerwał z Heather. Fran, za namową Val, udała się do byłego chłopaka by teraz ona mogła go rzucić. Tym razem Danny poprosił Fran o rękę, ale dopiero po rozmowie z matką, zgodziła się. Powiedziała o tym Maxwellowi i dzieciom, ale te były zasmucone i wściekłe. Tylko „C.C.” była wniebowzięta tą nowiną. Sheffield zaczął szukać nowej niani, ale żadna mu nie odpowiadała. Niles starał się uświadomić szefowi, żeby sam podjął kroki by ją zatrzymać. Ten kazał tylko dzieciom pozwolić odejść ich niani, ale Brighton wyłamał się z tej zasady. Fran zganiła Sheffielda i sama porzuciła Danny’ego, bo zmądrzała. |                                                  |                                     |                                                 |                   |
| 22 | I Don’t Remember Mama                            | Paul Miller                         | Howard Meyers i Diane Wilk                      | 16 maja 1994      |
| W dzień matki, Fran postanowiła dać prezent Sylvii w postaci starych filmów, przegranych na kasety VHS. Natomiast Maxwell – jak co roku, chcąc rozproszyć uwagę dzieci od tego, że zabrakło ich matki – dołączył do klubu country. Fran i Gracie dołączyły do konkursu dla matek i córek. Dziewczynka powiedziała jednak innej uczestniczce (J. Madison Wright), że Fran nie jest jej mamą, przez co inna matka (Leann Hunley) zgłosiła to organizatorce (Miriam Flynn). Gracie wykrzyczała im, że jej matka zmarła i uciekła do rezydencji. Maxwell przyszedł do córeczki, która przyznała się mu, że nie tęskni za biologiczna mamą bo jej nie pamięta. On nie mówił o zmarłej żonie bo było to dla niego trudne, ale sam pamiętał wszystko. Teraz mogli wspominać ją razem. Fran z Gracie wystąpiły przed publicznością. Po nich, Patti LaBelle z córką (Kimberly Natasha Ali), a w rezydencji, Fran pokazała rodzinie swoje kasety. Maxwell odtworzył dla dzieci stare nagrania, z Sarą Sheffield (Bess Armstrong). Gracie przypomniała sobie jak matka ją przytulała.                                     |                                                  |                                     |                                                 |                   |

### Seria 6
Tytuły odcinków zostały podane według chronologii emisji w Polsce, z zachowaniem amerykańskich dat premiery i numeracji.

Tytuły na zielono były wyemitowane po odcinkach „The Finale: Part 1” i „The Finale: Part 2”. Stąd różnice w datach emisji.